# Distrikt Pachacutec
Der Distrikt Pachacutec liegt in der Provinz Ica in der Region Ica im Südwesten von Peru. Der Distrikt wurde am 24. Juli 1964 gegründet. Benannt wurde der Distrikt nach Pachacútec Yupanqui, ein Inka-Herrscher im 15. Jahrhundert.
Der Distrikt hat eine Fläche von 41,5 km². Beim Zensus 2017 wurden 7583 Einwohner gezählt. Im Jahr 1993 lag die Einwohnerzahl bei 4534, im Jahr 2007 bei 6000. Die Distriktverwaltung befindet sich in der 409 m hoch gelegenen Kleinstadt Pampa de Tate mit 6222 Einwohnern (Stand 2017). Pampa de Tate liegt 10 km südsüdöstlich vom Stadtzentrum der Regions- und Provinzhauptstadt Ica.

## Geographische Lage
Der Distrikt Pachacutec liegt zentral in der Provinz Ica. Der Distrikt liegt in der Ebene östlich des nach Süden strömenden Río Ica. In der wüstenhaften Region werden mit Hilfe von Bewässerung großflächig landwirtschaftliche Produkte angebaut.
Der Distrikt Pachacutec grenzt im Westen an den Distrikt Tate, im Norden an den Distrikt Pueblo Nuevo, im Nordosten an den Distrikt Yauca del Rosario sowie im Süden an den Distrikt Santiago.